# 象牙光角贝
象牙光角贝（学名：Laevidentalium eburneum），是象牙贝目光滑象牙贝科光滑象牙贝属的一种。主要分布于越南、中国大陆，常栖息在潮下带。